# Гоноподий

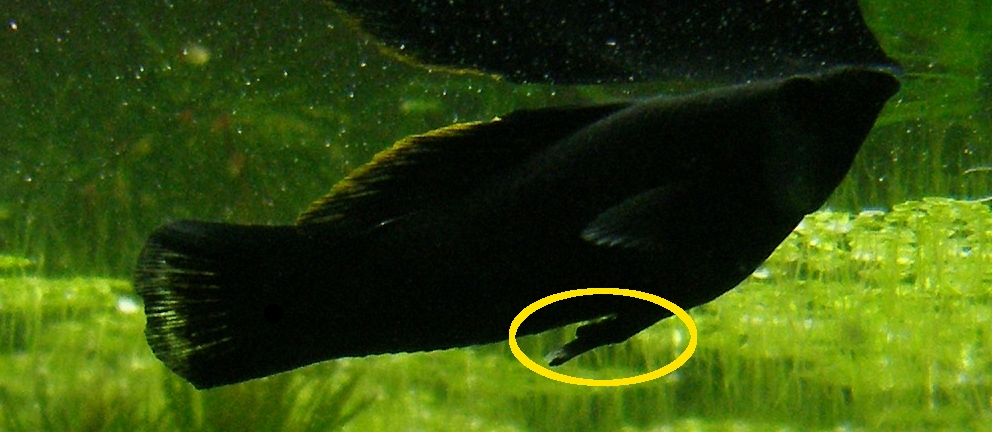
Гоноподий самца молинезии

Гоноподий — подвижный непарный копулятивный орган некоторых живородящих рыб (Poeciliinae), образованный в результате изменения строения анального плавника. Гоноподий снабжён жёлобом, по которому сперма попадает в половое отверстие самки, и крючком, при помощи которого самец может лучше держаться во время передачи спермы, чтобы повысить шансы оплодотворения. Только одна из десяти попыток совокупления заканчивается успехом.
У молодых самцов анальные плавники имеют такое же строение, как и у самок. В процессе полового созревания несколько лучей анального плавника удлиняются, образуют крючковидные выросты и превращаются в гоноподий. Гоноподий имеет развитую систему кровеносных сосудов и нервов, что позволяет самцу контролировать процесс копуляции. К гоноподию прикрепляются несколько мышц, которые приводят его в состояние «эрекции».